# Lucas Masterpieces Moripe Stadium
Le Lucas Masterpieces Moripe Stadium est un stade situé à Atteridgeville en Afrique du Sud où évolue le Pretoria Callies Football Club (en) et le Supersport United. Il a été rénové en 2008 et a une capacité de 28 900 places.